# 李端棻
李端棻（1833年—1907年），字苾園，貴州省貴陽府貴築縣（今貴陽）人，晚清政治家、改革家。

## 生平
同治二年進士，選庶吉士，散館授編修。歷雲南學政、刑部侍郎、禮部尚書等職。李幼歲而孤，隨叔父李朝儀赴京城求學。光緒十五年，李以內閣學士身份出任廣東鄉試主考，對考生梁啟超非常賞識，後將堂妹李蕙仙許配予梁為妻。二十二年，李提出以「中學為主為體，西學為輔為用」的教學綱經，疏請立京師大學堂，各省府、州、縣遍設學堂，並建藏書樓、儀器院、譯書局，廣立報館，選派留學生，光緒帝當即批准；又舉薦康有為、梁啟超，支持變法。戊戌政變後，李被充軍新疆；後赦歸，主講貴州經世學堂。并且在1906参与了贵阳一中前身贵阳通省学堂的建立。晚年歸故里，死後葬於永樂鄉。李端棻遺作輯於《苾園詩存》，收錄於1949年出版《貴州文獻匯刊》第5期。

## 延伸阅读
[在维基数据编辑]
 在维基文库阅读此作者作品
 《清史稿/卷464》，出自趙爾巽《清史稿》